# Palaeogiraffa
Palaeogiraffa es un género extinto de jiráfidos. Fue nombrado por primera vez por Bonis y Bouvrain en el año 2003, y contiene una sola especie: P. major. Sólo se ha encontrado en un yacimiento fósil en Yulafli, en Turquía.